# Ultimate Play the Game
Ultimate Play the Game (parfois simplement Ultimate) est une marque commerciale utilisée par l'entreprise britannique Ashby Computers and Graphics Limited, créé en 1982 par Tim et Chris Stamper et qui exerce son activité dans le domaine du développement et de l'édition de jeux vidéo. La marque est abandonnée en 1988 au profit d'une nouvelle entreprise, Rare.

## Historique
L'entreprise Ashby Computers and Graphics Limited (ACG) est fondée en 1982 par Tim et Chris Stamper, deux frères anciens concepteurs de jeux d'arcade, et publie ses jeux sous le label Ultimate Play the Game (parfois simplement Ultimate),.
De 1983 jusqu'à l'arrêt de l'utilisation de la marque en 1988, Ultimate publie plusieurs séries de jeux à succès sur les ordinateurs ZX Spectrum, Amstrad CPC, BBC Micro, MSX et Commodore 64. Les plus grands succès commerciaux sont Jetpac et Saber Wulf respectivement sortis en 1983 et 1984 et vendus chacun à plus de 300 000 exemplaires,, ainsi que la série de jeux d'action-aventure utilisant le moteur de jeu en 3D isométrique appelé Filmation, dont le premier jeu est Knight Lore, un jeu reconnu comme très avancé techniquement et une œuvre majeure dans l'histoire du jeu britannique,.
La répétition des succès laisse place à des rumeurs indiquant qu'Ocean Software désire racheter la marque. Cependant, c'est l'éditeur britannique U.S. Gold qui fait l'acquisition du catalogue et de la marque en 1985. U.S. Gold publie quelques jeux peu notables sous le label Ultimate comme Martianoids et Bubbler, ce dernier étant le dernier sous la houlette de cet éditeur. La marque tombe alors dans le déclin.
En 1985, les frères Stamper lancent une nouvelle entreprise de développement et d'édition de jeu vidéo nommée Rare. À la fin de l'année 1988, l'entreprise rachète tous les droits de la marque Ultimate Play the Game vendus à U.S. Gold en 1985. La marque est par la suite abandonnée en 1988.

## Liste de jeux
- Atic Atac (1983) - ZX Spectrum, BBC Micro
- Cookie (1983) - ZX Spectrum
- Jetpac (1983) - ZX Spectrum, BBC Micro, Commodore VIC-20
- Lunar Jetman (1983) - ZX Spectrum, BBC Micro
- Pssst (1983) - ZX Spectrum
- Tranz Am (1983) - ZX Spectrum
- Knight Lore (1984) - ZX Spectrum, BBC Micro, Amstrad CPC, MSX, Famicom Disk System
- Sabre Wulf (1984) - ZX Spectrum, BBC Micro, Amstrad CPC, Commodore 64
- Underwurlde (1984) - ZX Spectrum, Commodore 64
- Alien 8 (1985) - ZX Spectrum, BBC Micro, Amstrad CPC, MSX
- Blackwyche (1985) - Commodore 64
- Dragon Skulle (1985) - Commodore 64
- Entombed (1985) - Commodore 64
- Imhotep (1985) - Commodore 64
- Nightshade (1985) - ZX Spectrum, Amstrad CPC, BBC Micro, MSX, Commodore 64
- Outlaws (1985) - Commodore 64
- The Staff of Karnath (1985) - Commodore 64
- Cyberun (1986) - ZX Spectrum, Amstrad CPC, MSX
- Gunfright (1986) - ZX Spectrum, Amstrad CPC, MSX
- Pentagram (1986) - ZX Spectrum, MSX
- Bubbler (1987) - ZX Spectrum, Amstrad CPC, MSX
- Martianoids (1987) - ZX Spectrum, Amstrad CPC
- Ultimate Play the Game: The Collected Works (1988) - ZX Spectrum
- Mire Mare (non publié)